# تيد هالي
تيد هالي (بالإنجليزية: Ted Haley) هو سياسي أمريكي، ولد في 17 نوفمبر 1920 في تاكوما في الولايات المتحدة، وتوفي في 5 أكتوبر 2017. حزبياً، نشط في الحزب الجمهوري. وقد انتخب عضو مجلس نواب واشنطن.